# Tramezzino

Nel luglio 1936, il giornale La Cucina Italiana scrive la prima ricetta ufficiale del tramezzino.

Il tramezzino è un panino triangolare o rettangolare costituito da due fette di pancarré - alle quali spesso si è tolta la crosta - farcite con salumi, formaggio, verdure o altro; le sue origini sono torinesi e la ricetta più comune lo prevede freddo, ma esiste anche la variante scaldata.

## Etimologia
Il termine tramezzino fu coniato da Gabriele D'Annunzio, che lo creò per sostituire la parola inglese sandwich. Si tratta del diminutivo di tramezzo, inteso come momento a metà strada tra la colazione e il pranzo, nel quale consumare uno spuntino o merenda quale il tramezzino.

## Storia

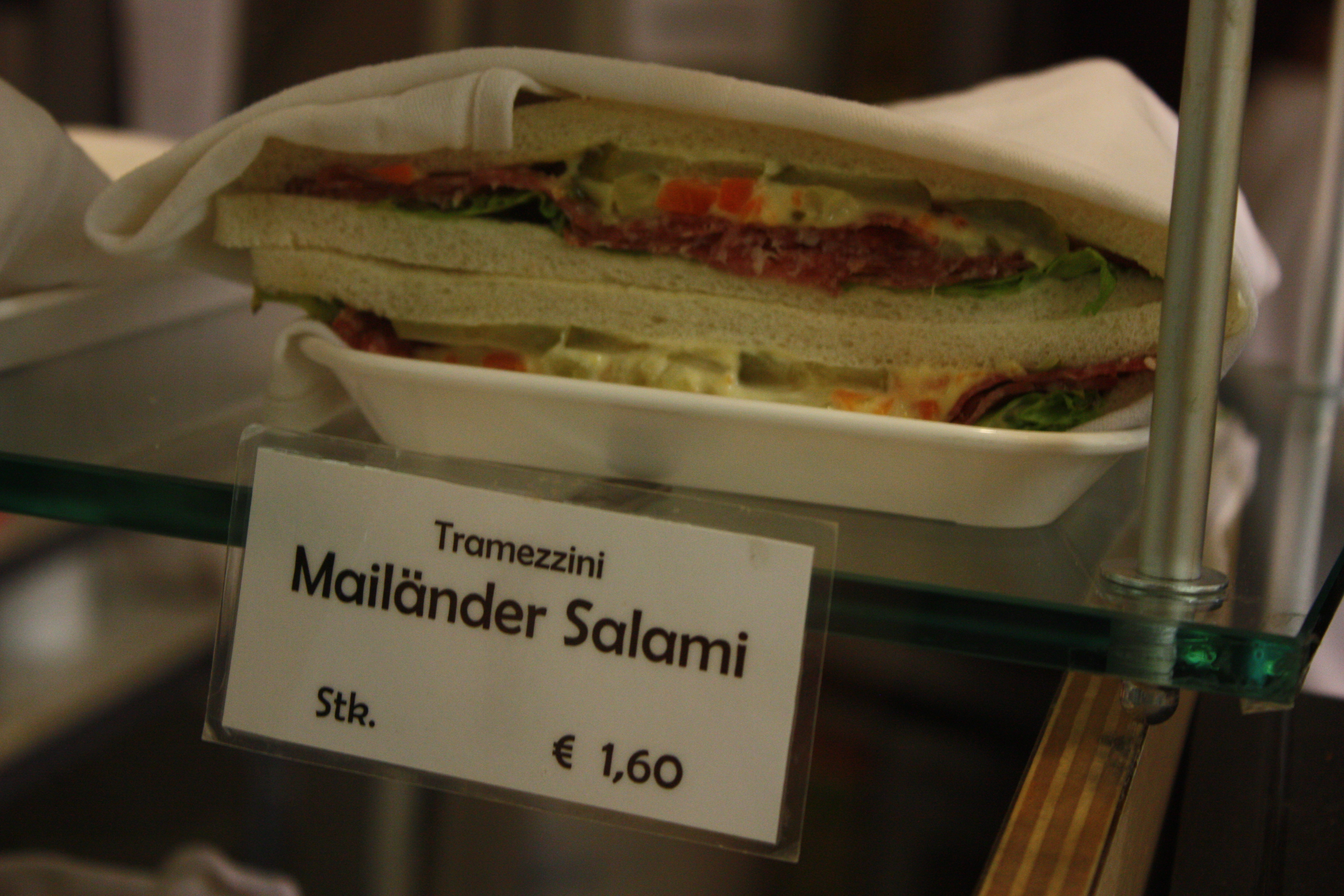
Tramezzini al salame Milano in vendita a Vienna

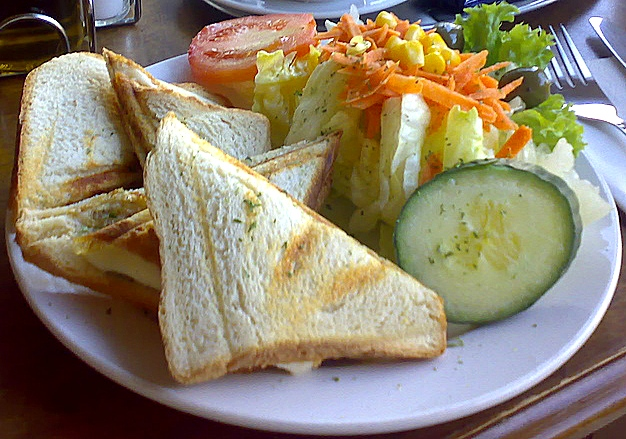
Tramezzini scaldati

La paternità del tramezzino si deve ad Angela Demichelis e al marito Onorino Nebiolo, di origine torinese e di ritorno dall’America. I due decisero di acquistare il Caffè Mulassano di Piazza Castello a Torino nel 1925, a quel tempo in vendita, introducendo al suo interno il piatto in versione italiana del suo parente inglese, il piccolo tea sandwich fatto per essere consumato in un paio di bocconi all'ora del tè.
Nel luglio 1936, il giornale La Cucina Italiana scrive la prima ricetta ufficiale del tramezzino.
Anche a Venezia inizia ad assumere una tale importanza da diffondersi in tutti i bar più chic del centro con il nome dialettale “el tramesin”, diventando protagonista negli aperitivi mattutini e pomeridiani.

## Caratteristiche
Il tramezzino è composto da pane morbido al latte senza crosta a forma triangolare, farcito abbondantemente nel centro. La vera peculiarità di questa specialità italiana è data dall’umidità del pane, che gli viene conferita dalla presenza della maionese e a Venezia anche dal clima umido della città. Ciò rende il pane particolarmente morbido.
Tra i ripieni più diffusi vi sono:
- prosciutto con funghi, carciofi, formaggio;
- mozzarella e pomodoro e basilico;
- pesce: tonno, salmone, gamberetti o granchio;
- salame e uovo sodo;
- rucola e bresaola;
- pollo e insalata.

Le varianti sono infinite, infatti negli ultimi anni stanno facendo la loro comparsa abbinamenti più moderni come la fusione di salmone e avocado ed il tramezzino sta assumendo anche forme diverse, tra cui la versione arrotolata.
Ciò che è certo è che la maggior parte delle varianti prevede la presenza di maionese.